# Petr Kropotkin
Kníže Petr Alexejevič Kropotkin (rusky Пётр Алексеевич Кропоткин; 27. listopadujul./ 9. prosince 1842greg., Moskva – 8. února 1921, Dmitrov) byl ruský revolucionář a publicista, geograf a geolog a zároveň jeden z předních ruských anarchistů a jeden z prvních zastánců a teoretiků anarchokomunismu. Vzhledem k jeho knížecímu titulu a jeho důležitosti jako anarchisty byl koncem 19. a začátkem 20. století nazýván „Anarchistický kníže“. Podílel se také jako přispěvatel do 11. vydání Encyclopædie Britannica z roku 1911.

## Život

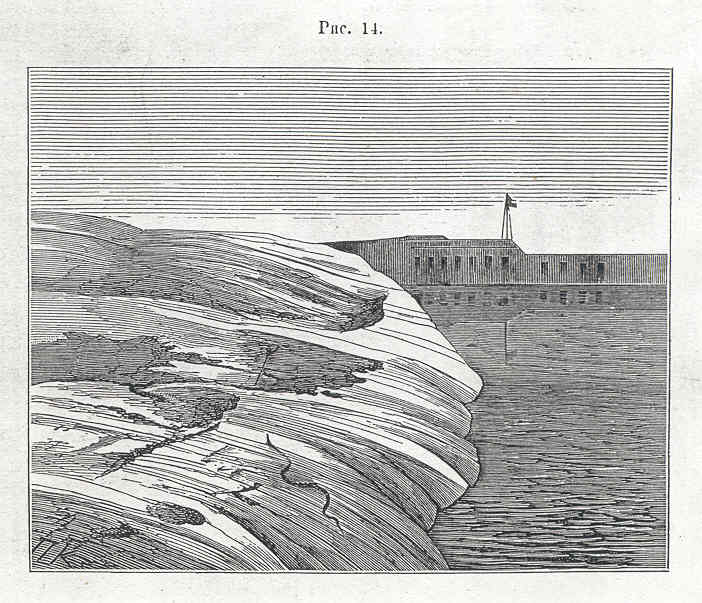
Kropotkinova kresba z Finska

Narodil se v rodině starobylého knížecího rodu, měl staršího bratra Alexandra. Jeho bratranec Dmitrij byl později zavražděn revolucionářem Grigorijem Goldenbergem. V 15 letech nastoupil na studia v prestižní aristokratické vojenské akademii, do Pážecího sboru v Petrohradu, po jejichž dokončení se stal komorníkem cara Alexandra II. V roce 1868? získal důstojnickou hodnost a odešel sloužit k Amurskému kozáckému vojsku. Poté v roce 1862 odjel na pět let na Sibiř, kde se zabýval vědeckou a společenskou činností (účastnil se geografických expedicí). Určil směr, kterým se táhnou základní horské masivy Asie, tj. od jihozápadu na severovýchod. Poté vystoupil s hypotézou, jejímž základem byla myšlenka o dávném zalednění celé Evropy. Roku 1867 odjel do Petrohradu, kde nastoupil do zaměstnání na univerzitě, a o rok později byl zvolen členem Ruské geografické společnosti. Roku 1872 se po cestě do Švýcarska v Jurské federaci setkal s následovníky svého krajana Michaila Bakunina a přešel na pozice anarchismu, s Michailem Bakuninem se však nikdy nesetkal. Po návratu do Ruska se věnoval anarchistické propagandě, vstoupil do kroužku „čajkovců“, po jehož zničení byl zatčen a uvězněn v Petropavlovské pevnosti. V roce 1867 uskutečnil útěk z vězeňské nemocnice a prchl do zahraničí. Během 40 let v exilu se z něho stal jeden z nejvýznamnějších činitelů anarchistického hnutí – vystupoval na schůzích, účastnil se kongresů anarchistické Internacionály a veřejných akcí, psal propagační publikace a založil noviny. Vstoupil do První internacionály v roce 1872. Roku 1881 byl pro své aktivity vyhoštěn ze Švýcarska. Dva roky na to byl, ač nevinen [zdroj⁠?!], odsouzen k pěti letům vězení, ale v roce 1886 byl pod tlakem veřejnosti předčasně propuštěn a odjel do Anglie. V následujících letech vyšla jeho nejznámější díla jak z oblasti vědy (především geografie) tak i anarchistické teorie. Od roku 1892 přispíval po deset let do anglického periodika Nineteenth Century do rubriky Recent Science, kterou před ním vedl Thomas Henry Huxley. Po únorové revoluci 1917 se vrátil do Ruska, avšak jeho působení na ruský lid bylo brzy omezeno bolševickou vládou – byl vystěhován z Moskvy do Dmitrova. Ve svých dopisech se ještě snažil varovat dělníky v Evropě před bolševickou diktaturou – ale marně. Záhy na to zemřel. Jeho pohřeb se stal s Leninovým povolením posledním hromadným shromážděním anarchistů v Rusku až do rozpadu Sovětského svazu.

## Myšlení

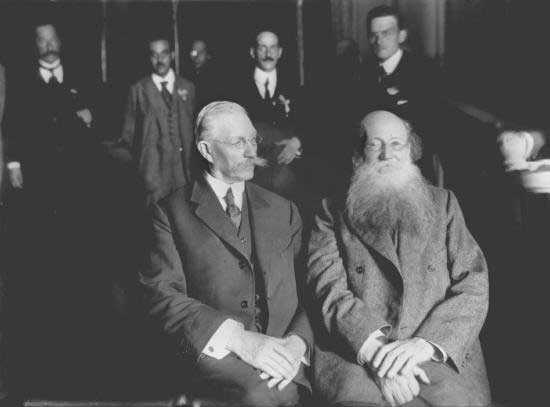
Kropotkin s ministrem zahraničí Pavlem Miljukovem (vlevo) roku 1917

Petr Kropotkin byl významným kritikem sociálního darwinismu. Kropotkin nepřijal názor, že biologie podněcuje boj o život a soutěž, a místo toho tvrdil, že úspěšné byly takové druhy, které využily kolektivní energii a byly schopné vzájemné pomoci neboli spolupráce.
| „                | Jeden odvážný čin vykoná více práce nežli tisíce brožurek. | “ |
| — Petr Kropotkin |                                                            |   |

## Dílo
- Etika anarchismu
- Buřičovy řeči, přístupná kapitola „Pařížská komuna“ na Anarchy Wiki a kapitola „Revoluční vlády“ na AP Čítárně Archivováno 14. 1. 2007 na Wayback Machine.
- Dobývání chleba
- Historická úloha státu, přístupné ve slovenštině na Anarchy Wiki
- Komunismus a anarchie, přístupné na AP Čítárně Archivováno 14. 1. 2007 na Wayback Machine.
- Moderní věda a anarchie
- Paměti Revolucionáře
- Pole, továrny a dílny
- Pospolitost
- Současná věda a anarchie

### Vydání v češtině
- Mládeži, Chicago, Budoucnost, 1885, 40 stran, Epištoly revoluce č. 1/1885
- Revoluční vlády, New York, časopis Volné listy, 1890
- Zákon a autorita, New York, Skupina Bezvládí, 1893
- Revoluční duch, New York, Skupina Bezvládí, 1894
- Mravouka anarchie, překlad M. Hodek, New York, Dělnické listy, 1896
- Slova revolucionáře : revoluční menšiny, překlad J. A. P., New York, Dělnické listy, 1897
- Pařížská komuna, překlad J. Nekvasil, New York, Dělnické listy, 1898
- Kollektivism a komunism, překlad Vilém Körber, Praha, nákladem redakce Omladiny (Viléma Körbera), 1899, 20 stran
- Slova vzpůrcova. 1. díl, New York, Skupina Bezvládí, 1898
- Slova vzpůrcova. 2. díl, New York, Skupina Bezvládí, 1899
- Slova vzpůrcova. 3. díl, Pařížská komuna, New York, Skupina Bezvládí, 1900
- Kommunismus a anarchie, New York, 1901
- Velká revoluce, Praha, Nový kult, 1903
- Paměti revolucionářovy, překlad Emanuel Volný, Praha, Samostatnost, 1906–1907
- Anarchistická morálka, New York, Volné listy, 1907, 40 stran
- Buřičovy řeči, překlad Petr Pohan, Praha, Čas. Komuna (Karel Vohryzek a Ladislav Knotek), 1907, 213 stran
- Kollektivistické námezdnictví, výňatek z La conquête du pain, překlad V. Icha, Plzeň, Sdružení českých neodvislých socialistů, 1914
- Anarchistická morálka : Komunism a anarchie : Velká revoluce, Praha, Fr. Borový, 1919, 137 stran
- Mladým lidem : sto let čekání, překlad Junius, Praha, Fr. Borový : Průlom, 1920
- Pole, továrny a dílny, překlad Vlasta Borek, Praha, Mladé proudy, 1920
- Pospolitost, překlad z angl. A. A. Hoch, Praha, Družstvo Kniha, 1922
- Moderní věda a anarchie, překlad V. Borek, Praha, B. Vrbenský a V. Borek, 1922
- Herbert Spencer – jeho filosofie, překlad V. Borek, Praha, B. Vrbenský a V. Borek, 1923
- Historická úloha státu, překlad V. Borek, Praha, B. Vrbenský a V. Borek, 1926(?)
- Anarchistická morálka, Praha, Doutnák, 1992, bez ISBN, 28 stran
- Anarchistická etika, česky (překlad Alan Černohous). Votobia, Olomouc 2000, ISBN 80-7198-050-1, 128 stran. Obsahuje překlady děl:
  - Etické principy anarchismu (původní francouzská verze vyšla pod názvem Morále Anarchiste, noviny La Révolte, 1890, jinak vycházelo též pod názvy Etika anarchismu či Chléb a svoboda – např. Londýn 1907)
  - Spravedlnost a mravnost (v původní verzi přednáška z roku 1888 v posluchárně Ancotského bratrstva v Manchesteru, tištěná verze vyšla rusky 1920)
  - Morální volba L. N. Tolstého (původně série 8 přednášek v roce 1901 na Lowellsově institutu v anglickém Bostonu, knižně vyšlo v rámci Kropotkinovy knihy Ideály a realita v ruské literatuře)
  - O smyslu odplaty (vyňatá 9. kapitola z knihy O francouzských a ruských věznicích, Petrohrad 1906)
- jiný český překlad Etických principů anarchismu: Anarchistická morálka, Kalendář revolucionářů na rok 1904, Anarchy Wiki